# ویوریکا ویسکوپولانو
ویوریکا ویسکوپولانو (رومانیایی: Viorica Viscopoleanu؛ زادهٔ ۸ اوت ۱۹۳۹) ورزشکار دو و میدانی پرش طول اهل رومانی بود.
وی در مسابقات کشوری و بین‌المللی در مجموع برندهٔ ۲ مدال طلا، ۱ مدال نقره، ۱ مدال برنز شده‌است.